# Mechanizm transmisyjny
Mechanizm transmisyjny – mechanizm, przez który zmiany w sferze finansowej oddziałują na produkcję i zatrudnienie w sferze realnej. Powodują też one przesunięcie funkcji konsumpcji, a tym samym i krzywej popytu globalnego. W konsekwencji wywierają więc wpływ na wielkość produkcji i dochodu odpowiadającą warunkom równowagi.

## Główne składowe
- majątek gospodarstw domowych
- dobra trwałego użytku i kredyt konsumpcyjny

## Sposób oddziaływania
- wystąpienie efektu majątkowego (bogactwa) powoduje przesunięcie funkcji konsumpcji,
- wzrost realnej podaży pieniądza prowadzi do zwiększenia majątku (jego części utrzymywanej w gotówce), a pośrednio wywołuje spadek stopy procentowej, a to z kolei prowadzi do wzrostu cen papierów wartościowych
- wzrost podaży kredytu konsumpcyjnego wynikający np. ze zwiększenia bazy monetarnej, które pobudza wzrost rezerw gotówkowych banków powoduje przesunięcie w górę funkcji konsumpcji
- podobny skutek (przesunięcie funkcji konsumpcji w górę) wywoła obniżka stopy procentowej od kredytów